# Kalmi Baruh
Kalmi Baruh, in cirillico serbo: Калми Барух (Sarajevo, 26 dicembre 1896 – Bergen-Belsen, 7 maggio 1945), è stato un ispanista bosniaco ebreo, studioso della lingua giudeo-spagnola e pioniere degli studi sefarditi e ispanici nell'ex Regno di Jugoslavia.

## Biografia
Nacque a Sarajevo in una delle più antiche famiglie sefardite della Bosnia-Erzegovina. Frequentò le scuole elementari nella città di Višegrad e si diplomò al liceo di Sarajevo. Completò gli studi accademici e discusse la tesi di dottorato L’evoluzione fonetica della lingua giudeo-spagnola in Bosnia (in tedesco Der Lautstand des Judenspanischen in Bosnien) all'Università di Vienna.

### Carriera
Lavorò come insegnante a Sarajevo. Fu l'unico beneficiario nella penisola balcanica di una borsa di studio concessa dal governo spagnolo per gli studi post-dottorali presso il Centro spagnolo di studi storici di Madrid (1928-1929). Per un lungo periodo collaborò con diverse riviste jugoslave ed europee nel campo della linguistica e della letteratura come Srpski književni glasnik e Misao (entrambe di Belgrado) e con Revista de filología Española di Madrid. Collaborò anche con l'Istituto di Studi Balcanici dell'Università di Belgrado e con la Real Academia Española.
Presentò e recensì alcune delle opere letterarie spagnole meno conosciute in Jugoslavia. Pubblicò studi linguistici comparativi, libri scolastici e opere scientifiche di revisione filologica, soprattutto in lingua romanza. Raccolse ed esplorò le forme linguistiche e romanze giudeo-spagnole in tutta la Bosnia, soprattutto a Priština e a Skopje. Fu uno dei pilastri della rivista progressista di Sarajevo Pregled e collaborò con le  riviste Jevrejski život e Jevrejski glas, nonché con la società culturale-educativa La Benevolencija. Collaborò anche con Ernesto Giménez Caballero, Ivo Andrić, Isidora Sekulić, Žak Konfino, Stanislav Vinaver, Jovan Kršić, Moric Levi e Laura Papo Bohoreta.
Baruh parlava dieci lingue: scrisse le sue opere principalmente in serbo-croato, in giudeo-spagnolo, in spagnolo, in francese e in tedesco. Negli anni trenta fu un eminente intellettuale jugoslavo di sinistra. Prestò particolare attenzione agli alunni di estrazione sociale povera, all'istruzione dei lavoratori, alla tolleranza religiosa e lottò contro l'antisemitismo. Durante la guerra civile spagnola propagandò il sostegno incondizionato ai repubblicani. Morì nel campo di concentramento nazista di Bergen-Belsen.

## Opere
Tra le bibliografie internazionali complete che trattano della cultura ladina e in particolare della lingua giudeo-spagnola c'è quella di Kalmi Baruh. Nel 1971, i professori Samuel Armistead e Joseph Silverman dell'Università della Pennsylvania a Filadelfia tradussero in inglese le ballate spagnole di Baruh degli ebrei bosniaci aggiungendo il proprio contributo su questo documento scientifico. Tra coloro che hanno scritto a proposito del lavoro di Baruh si citano Josip Tabak, Ivo Andrić, Samuel Kamhi, Vojislav Maksimović, Krinka Vidaković Petrov, Muhamed Nezirović, Predrag Palavestra, David Albahari, Dina Katan Ben-Zion, Ana Šomlo, Jennie Lebel, Vedrana Gotovac e Alexander Nikolić.
- Španske romanse bosanskih Jevreja;[6]
- El Judeo-Español de Bosnia;[7]
- Jevreji na Balkanu i njihov jezik;[8]
- Španija u doba Majmonidesovo;[9]
- Španija Filipa II;[10]
- Španija u književnosti jedne generacije;[10]
- Miguel de Unamuno;
- Islamski izvori Danteove Božanske komedije.[10]